# V-Bomber

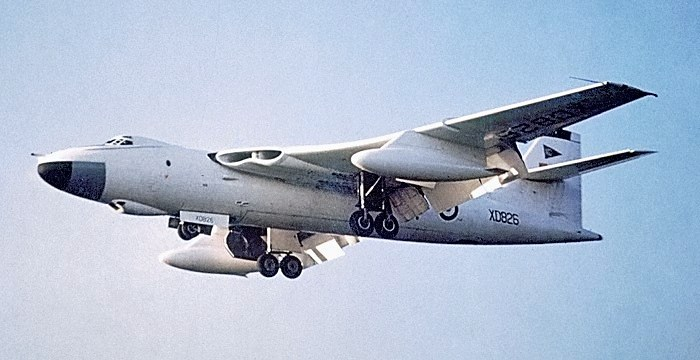
Vickers 667 Valiant

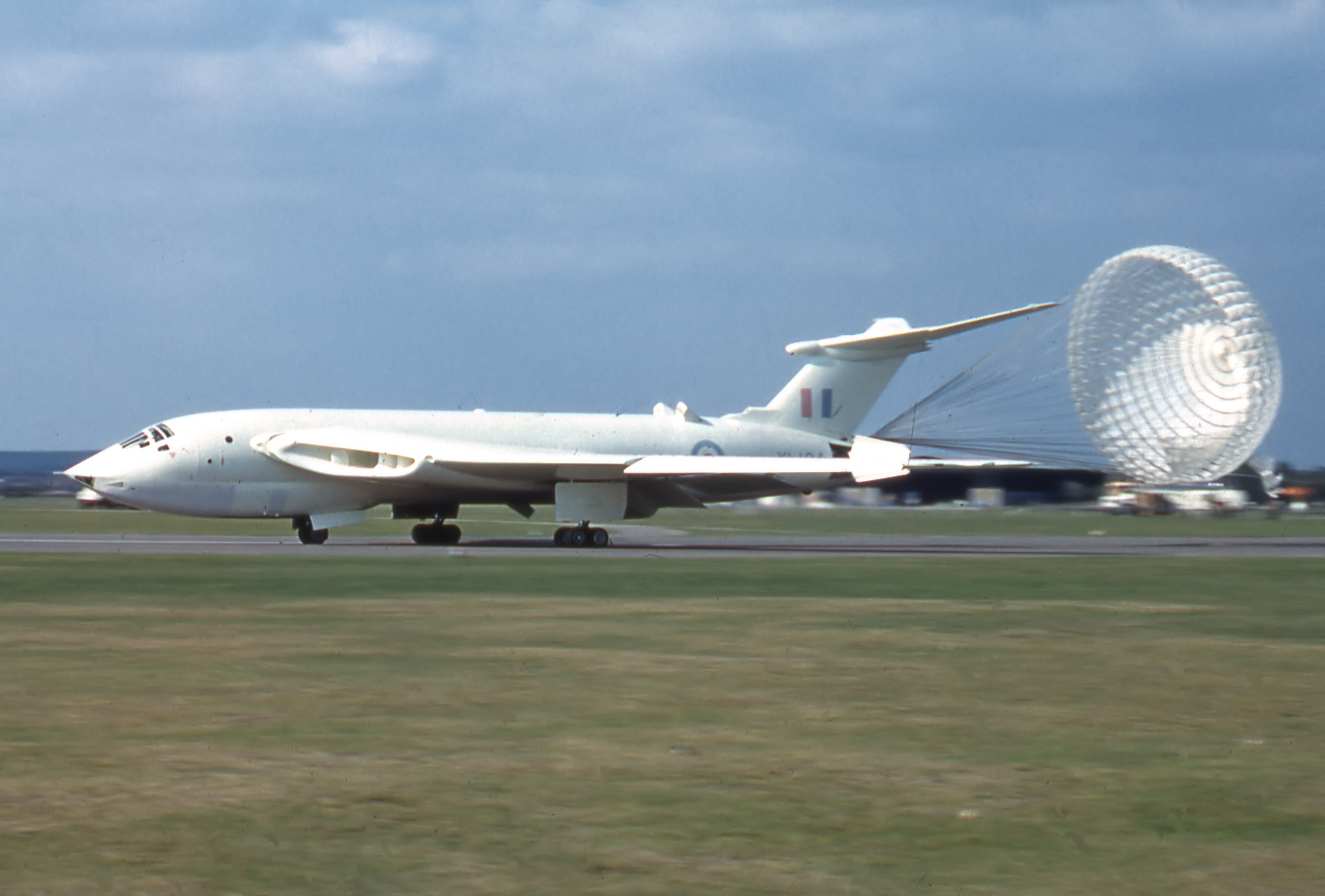
Handley Page H.P.80 Victor, 1961

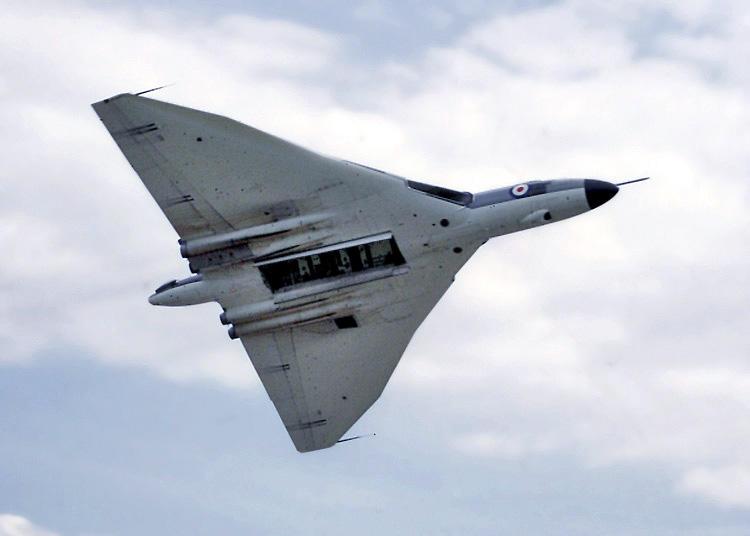
Avro 698 Vulcan

Als V-Bomber wurden die drei strahlgetriebenen strategischen Bombertypen der britischen Royal Air Force bezeichnet. Sie wurden in den späten 1940er Jahren entwickelt, in den 1950er Jahren in Dienst gestellt und trugen allesamt ein V als ersten Buchstaben der Typbezeichnung; Zitat (Rowland White): „Along with the Vulcan and a third bomber, the Vickers Valiant, the Victor had made up the RAF’s V-bomber force.“ Alle drei Flugzeug-Typen waren für den Einsatz von Kernwaffen konzipiert, konnten aber auch konventionelle Abwurf- und später (abgesehen von Valiant) auch Lenkwaffen tragen.

## Bedeutung und Nutzung
Die V-Bomber waren eine neue Generation des britischen Bombenflugzeugbaus und lösten die kolbenmotorbetriebenen, relativ preiswerten und für den Masseneinsatz konzipierten schweren Bomber des Zweiten Weltkrieges wie die Avro Lancaster, die Handley Page Halifax, die Short Stirling und auch die zuvor von den US-Amerikanern gelieferte B-29 ab.
Ein vergleichbares Flugzeug ihrer Zeit war die sowjetische Tu-16.
Die Aufgabe als strategischer Kernwaffen-Träger verloren sie aber spätestens Ende der 1960er Jahre aufgrund der wachsenden Leistungsfähigkeit der modernen Flugabwehr. Als Rückgrat der britischen Atomstreitmacht im Kalten Krieg wurden sie durch die Atom-U-Boote der Resolution-Klasse ersetzt, die von den USA gelieferte Polaris-Raketen führten.
Danach erhielten sie andere Aufgaben als strategischer Fernaufklärer, Tankflugzeug und konventioneller Freifall-Bomber. Besonders die als Teil der V-Bomber-Kräfte in Norfolk stationierten Handley Page H.P.80 Victor sowie die Victor K2 des 55. und 57. Geschwaders wurde für Luftbetankungszwecke eingesetzt, während die Vulcans im Fliegerhorst Waddington dieser Aufgabe bereits früher nicht mehr zugewiesen wurden. In diesen Rollen kamen sie auch in einigen Konflikten zum Einsatz; Zitat (Rowland White): „For the last ten years <1972-1982>, though, the remaining Victors had served exclusively as air-to-air refuelling tankers“,
Diese Typenfamilie bildete den Höhepunkt des eigenständigen britischen Flugzeugbaus – und erwies sich als der Anfang von dessen Ende. Nach den V-Bombern und dem späteren BAC-TSR-2-Desaster beschaffte die Royal Air Force, neben den einheimischen Mustern Harrier, Buccaneer und Hawk aufgrund der enormen Kosten nur noch Gemeinschaftsprojekte wie den Jaguar, den Tornado oder den Eurofighter. Diese Entwicklung bewirkte letztendlich, dass die großen britischen Luftfahrtpioniere Avro (1963), Handley Page (1970) und Vickers (in BAE Systems aufgegangen) aufgeben mussten.
Aus den Bombern wurden die Passagierflugzeuge Vickers VC7, Handley Page HP.111 und Avro 722 Atlantic abgeleitet. Keines dieser Muster kam über das Entwurfsstadium hinaus.

## Die Flugzeuge
- Vickers 667 Valiant (Erstflug: 1951)
- Handley Page H.P.80 Victor (Erstflug: 1952)[12]
- Avro 698 Vulcan (Erstflug: 1952)[13]

Die V-Bomber-Flotte erreichte ihren quantitativen Höhepunkt im Juni 1964, als 50 Valiants, 39 Victors und 70 Vulcans im aktiven Dienst standen. Die Valiant wurde für die ersten britischen Kernwaffentests genutzt, danach aber recht schnell zum Tanker umgerüstet, hatte die kürzeste Einsatzdauer und musste schon 1964 wegen Materialermüdung außer Dienst genommen werden. Die Victor wurden nach dem Ausscheiden der Valiants zum Tankflugzeug umgebaut und erst 1993 außer Dienst gestellt. Sie hatte mit 35 Jahren die längste Einsatzdauer der drei Flugzeugtypen. Einzig die Vulcan verblieb überwiegend in ihrer ursprünglichen Aufgabe als Bomber und wurde 1984 endgültig ausgemustert. Somit sind inzwischen alle V-Bomber außer Dienst gestellt.

## Kampfeinsätze
Während der Sueskrise 1956 griffen Valiants ägyptische Flugplätze an. Die Basis für diese Angriffe war Luqa auf Malta, das zu diesem Zeitpunkt noch britische Kolonie war. Zwischen 1962 und 1966 wurden während des Borneo-Konfliktes zwei Victor als Bomber eingesetzt.
Die mit Sicherheit letzten und für die Vulcan auch ersten Kampfeinsätze flogen die verbliebenen V-Bomber 1982 während des Falklandkrieges im Rahmen der Operation Black Buck. Hierbei wurde eine Vulcan als Bomber und elf Victor als Tanker erfolgreich eingesetzt, um die Landebahn des Flugplatzes von Port Stanley vom 6.250 km entfernten Ascension aus anzugreifen. Bei späteren Einsätzen wurden Radarstellungen mit Lenkwaffen vom Typ AGM-45 Shrike angegriffen.

## Technische Daten im Vergleich
| Kenngröße             | Avro Vulcan 698 B.MK 2                                                     | HP Victor BMk.2                                               | Vickers 667 Valiant                                                      |
| --------------------- | -------------------------------------------------------------------------- | ------------------------------------------------------------- | ------------------------------------------------------------------------ |
| Typ                   | Mittlerer Bomber                                                           | Mittlerer Bomber                                              | Mittlerer Bomber                                                         |
| Besatzung             | 5 (+1 Tankoperator)                                                        | 5                                                             | 5                                                                        |
| Antrieb               | 4 × Rolls-Royce Olympus Mk103 (je 88,9 kN)                                 | 4 × Rolls-Royce Conway 201 (je 87,88 kN)                      | 4 × Rolls-Royce RA.28 Avon (je 44,7 kN)                                  |
| Höchstgeschwindigkeit | 1.038 km/h in 12.000 Höhe                                                  | 1.024 km/h                                                    | 912 km/h                                                                 |
| Dienstgipfelhöhe      | 19.810 m                                                                   | 18.300 m                                                      | 16.460 m                                                                 |
| Reichweite            | 7.400 km                                                                   | 7.360 km                                                      | 7.000 km                                                                 |
| Länge                 | 30,45 m                                                                    | 34,95 m                                                       | 32,99 m                                                                  |
| Höhe                  | 7,95 m                                                                     | 8,97 m                                                        | 9,80 m                                                                   |
| Spannweite            | 33,83 m                                                                    | 36,80 m                                                       | 34,85 m                                                                  |
| Flügelfläche          | 368,26 m²                                                                  | 241 m²                                                        | 219 m²                                                                   |
| Leermasse             | 37.144 kg                                                                  | 41.275 kg                                                     | 34.419 kg                                                                |
| max. Startmasse       | 113.400 kg                                                                 | 97.980 kg                                                     | 63.503 kg                                                                |
| Bewaffnung            | Blue Steel CM, 21 × 454-kg-Bomben (1.000 Lb), max. Waffenlast ca. 9.500 kg | Blue Steel, 35 × 454-kg-Bomben, max. Waffenlast ca. 15.890 kg | 1 × 4.540-kg-Bombe oder 21 × 454-kg-Bomben, max. Waffenlast ca. 9.500 kg |
| Produzierte Einheiten | 134 (45×B.1 + 89×B.2)                                                      | 86                                                            | 107                                                                      |
| Erstflug              | 30. August 1952                                                            | 24. Dezember 1952                                             | 18. Mai 1951                                                             |
| Indienststellung      | 1956                                                                       | 1958                                                          | 1955                                                                     |
| Außerdienststellung   | 1984                                                                       | 1993                                                          | 1964                                                                     |

Quellen: 